# Herbert Eugene Ives
Herbert Eugene Ives (Filadélfia, 21 de julho de 1882 — 13 de novembro de 1953) foi um cientista físico norte americano. Realizou importantes trabalhos de telefotografia elétrica. Em 1924, conseguiu transmitir imagens pelo fio telefônico, que foi provavelmente a primeira experiência do gênero. Em 1927, promoveu uma demonstração de seu invento. Parece ter sido a primeira exibição pública de televisão.

## Biografia
Herbert Ives estudou na Universidade da Pensilvânia e na Universidade Johns Hopkins, onde se graduou em 1908. Em 1920, enquanto servia na reserva do Exército escreveu um livro sobre fotografia aérea. Era também um entusiastico coleccionador de moedas, sendo president da American Numismatic Society. Foi presidente da Optical Society of America de 1924 a 1925 e recebeu a Medalha Frederic Ives em 1937.
Como o seu pai, Frederic Eugene Ives, Herbert era perito em fotografia a cores. Em 1924 transmitiu e reconstruiu o primeiro fac-símile a cores. Em 1927 apresentou uma televisão de 185 linhas de longa distância, transmitindo a imagem do então Secretário do Comércio Herbert Hoover da 3XN, estação experimental da AT&T, em Whippanny, Nova Jérsei.[carece de fontes?]
Na década de 1940, Ives expressou a sua oposição a Teoria da Relatividade de Einstein, argumentando que a derivação feita por Einstein da relação massa-energia era inválida. [carece de fontes?], argumentando também contra aquilo que considerava ""as indeterminações e impotências pelas quais a teoria restrita da relatividade foi publicada".
Harry Truman, presidente dos Estados Unidos, condecorou Ives com uma "Medal of Merit" em 1948 pelo seu trabalho em tempo de guerra na área da comunicação óptica.